# Meiacanthus anema
Meiacanthus anema es una especie de pez de la familia Blenniidae en el orden de los Perciformes.

## Morfología
• Los machos pueden llegar alcanzar los 7,2 cm de longitud total.

## Reproducción
Es ovíparo.

## Hábitat
Es un pez de mar y de clima tropical.

## Distribución geográfica
Se encuentra en Indonesia, Nueva Guinea, las Islas Salomón, Nuevas Hébridas, Vanuatu y Nueva Caledonia